# بروکسل (اجتماع)، ویسکانسین
بروکسل (به انگلیسی: Brussels) یک منطقهٔ مسکونی در ایالات متحده آمریکا است که در Brussels واقع شده‌است. بروکسل ۲۳۲٫۸۷ متر بالاتر از سطح دریا واقع شده‌است.